# Дунъян
Дунъя́н (кит. упр. 东阳, пиньинь Dōngyáng) — городской уезд городского округа Цзиньхуа провинции Чжэцзян (КНР).

## История
После того, как китайские земли были объединены в империю Цинь, в 222 году до н.э. был создан уезд Ушан (乌伤县). Во времена узурпатора Ван Мана уезд был в 9 году переименован в Усяо (乌孝县), но после восстановления империи Хань ему было возвращено название Ушан. В 195 году восточная часть уезда Ушан стала уездом Унин (吴宁县), который существовал и в эпоху Троецарствия. Тогда же, в эпоху Троецарствия, в 266 году был создан округ Дунъян (东阳郡), давший начало местным топонимам.
Во времена империи Тан округа Дунъян уже не существовало, но в 686 году восточная часть уезда Иу (земли бывшего уезда Унин) была выделена в отдельный уезд Дунъян (东阳县).
В 1939 году восточная горная часть уезда Дунъян была выделена в отдельный уезд Паньань.
После образования КНР в 1949 году был образован Специальный район Цзиньхуа (金华专区), и уезд вошёл в его состав. В 1958 году уезд Паньань был присоединён к уезду Дунъян.
В 1973 году Специальный район Цзиньхуа был переименован в Округ Цзиньхуа (金华地区).
В 1983 году из уезда Дунъян был вновь выделен уезд Паньань.
В мае 1985 года постановлением Госсовета КНР округ Цзиньхуа был разделён на городские округа Цзиньхуа и Цюйчжоу; уезд вошёл в состав городского округа Цзиньхуа.
В мае 1988 года уезд Дунъян был преобразован в городской уезд.

## Административное деление
Городской уезд делится на 6 уличных комитетов, 11 посёлков и 1 волость.

## Экономика
В Дунъяне расположен огромный комплекс Hengdian World Studios — крупнейшая в стране киностудия и крупнейший в Китае тематический парк развлечений, посвящённый киноиндустрии и историческим достопримечательностям.

## Города-побратимы
- Кокомо (Индиана, США)[4]